# Saotomea
Saotomea is een geslacht van weekdieren uit de klasse van de Gastropoda (slakken).

## Soorten
- Saotomea delicata (Fulton, 1940)
- Saotomea hinae Bail & Chino, 2010
- Saotomea minima (Bondarev, 1994)
- Saotomea pratasensis Lan, 1997
- Saotomea solida (Bail & Chino, 2000)